# Eleccions a governador d'Osaka de 2004
Les eleccions a governador d'Osaka de 2004 (2004年大阪府知事選挙, 2004 nen Ōsaka-fu Chiji Senkyo) foren unes eleccions per tal de renovar el càrrec de governador d'Osaka per un nou mandat de quatre anys i celebrades l'1 de febrer de 2004, fora del marc de les eleccions locals unificades. La triomfadora dels comicis fou l'aleshores governadora Fusae Ōta, candidata independent pròxima al Partit Liberal Democràtic (PLD), que tornà a ser reelegida.
La participació fou del 40,49 percent dels vots, el que suposa un descens de vora els quatre punts respecte a les anteriors eleccions de l'any 2000. L'ex-jugador de baseball reconvertit en polític, Takenori Emoto, va quedar segon a quasi un milió de vots de diferència de la guanyadora. Shōji Umeda, el canidat de les esquerres amb suport del Partit Comunista del Japó (PCJ) i el Nou Partit Socialista (NPS), va quedar tercer en vots però prop del segon candidat més votat. Els dos altres candidats independents, van aconseguir menys d'un un percent dels vots cadascun.

## Candidats
| Candidat | Candidat          | Edat | Partit                         | Professió  |
| -------- | ----------------- | ---- | ------------------------------ | ---------- |
|          | Fusae Ōta         | 52   | Independent (PLD, KM, PD, PSD) | Polític    |
|          | Shōji Umeda       | 53   | Independent (PCJ, NPS)         | Advocat    |
|          | Takenori Emoto    | 56   | Independent                    | Esportista |
|          | Shigezō Nishimura | 74   | Independent                    | Executiu   |
|          | Hiroaki Koyama    | 61   | Independent                    | Polític    |

## Resultats
| Candidat     | Candidat          | Partit      | Percentatges | Percentatges |
| Candidat     | Candidat          | Partit      | Vots         | %            |
| ------------ | ----------------- | ----------- | ------------ | ------------ |
|              | Fusae Ōta         | Independent | 1.558.626    | 56,18        |
|              | Takenori Emoto    | Independent | 670.717      | 24,18        |
|              | Shōji Umeda       | Independent | 505.167      | 18,21        |
|              | Hiroaki Koyama    | Independent | 25.851       | 0,93         |
|              | Shigezō Nishimura | Independent | 13.885       | 0,50         |
| TOTAL        | TOTAL             |             | 2.774.246    | n/a          |
| PARTICIPACIÓ | PARTICIPACIÓ      |             | 2.804.820    | 40,49        |
| CENS         | CENS              |             | 6.926.408    | 100          |